# Vila Braga
Vila Braga est une localité de Sao Tomé-et-Principe située au nord de l'île de Sao Tomé, dans le district de Lobata. C'est une ancienne roça.

## Population
Lors du recensement de 2012, 40 habitants y ont été dénombrés.

## Roça
Il n'en subsiste que quelques sanzalas (habitations de travailleurs) et les fondations de la casa principal (maison de maître).